# Talk to Me
Talk To Me seria o primeiro álbum de estúdio da cantora e apresentadora brasileira Xuxa em língua inglesa. O lançamento estava inicialmente previsto para o verão dos Estados Unidos, entre junho e setembro de 1994, mas foi adiado para 1995 e, posteriormente, para 1996, quando o programa de Xuxa nos EUA foi cancelado. Os problemas de coluna de Xuxa e a perda da vitrine da exibição do programa foram fatores que contribuíram para o não lançamento.
As músicas foram gravadas pela Sony Music, com letras de Monique Dayan, Mats Roden, Bill Bonk e Deborah Blando. A única faixa inédita do álbum é "Talk to Me", composta por Monique Dayan, que faz um apelo para que o público aceitasse e compreendesse as limitações de Xuxa com a língua inglesa.

## Antecedentes
Xuxa gravou seu primeiro álbum em língua portuguesa, Xuxa e Seus Amigos, em 1985, enquanto ainda era contratada da Rede Manchete. O disco vendeu 500 mil cópias, embora tivesse grande divulgação em outras emissoras. Com a transferência para a TV Globo e o sucesso de seu novo programa, a Globo decidiu investir na carreira musical de Xuxa, contratando Guto Graça Mello para produzir seu próximo disco.
Quando Guto conheceu Xuxa, percebeu que ela não conseguia cantar uma única nota, e pediu ajuda a João Araújo, presidente da Som Livre, que simplesmente respondeu para ele "Se vira. Inventa um disco para fazer com ela". Em dois anos, Xuxa conquistou popularidade não só no Brasil, mas em toda a América Latina, levando ao sucesso do El show de Xuxa, que passou a ser transmitido em espanhol.
Em 1992, quando Xuxa estava fazendo muito sucesso no Brasil e em países da América Latina, as produtoras MTM Enterprises e DiC Entertainment apresentaram algumas propostas baseadas no Xou da Xuxa, para que ela tivesse um apelo ao público norte americano, no entanto, ela recusou os convites, pois acreditava que deveria aprender a falar inglês primeiro, para depois poder pensar em ter um programa nos Estados Unidos. No entanto, Xuxa considerou a ideia da MTM era mais interessante, e acabou assinando com a produtora. Neste contrato ainda eram inclusas a clausula do lançamento de um álbum em língua inglesa para o mercado americano foi planejado para chegar as lojas em 1994, para coincidir com o lançamento da segunda temporada do programa Xuxa no país. O álbum consistiria em 20 adaptações de seus maiores sucessos para a língua inglesa e uma nova música original, "Talk to Me" para a qual o álbum ganhou o nome.

## Produção
Para seu programa de televisão nos EUA, Xuxa regravou vários de seus hits em inglês, incluindo a nova música "Talk To Me", que fazia um apelo ao público para ser paciente com seu inglês ainda em desenvolvimento. Essa música foi produzida ao ritmo de axé music, bastante popular no Brasil na época.
Diferente das versões em espanhol, que apenas remixaram os instrumentais das canções em português, a maioria das músicas em inglês teve seus instrumentais totalmente refeito. As letras foram traduzidas com cuidado para manter a rima, embora algumas, como "Do Say" (adaptação de "Doce Mel" / "Bom Estar Com Você"), sofreram mudanças significativas para transmitir uma mensagem politicamente correta, com trechos como "Treat someone the same as you'd like to be" (trate alguém assim como você gostaria de ser tratado) e "Cause everything you do come back to you too" (tudo o que você faz volta pra você também). O tema de abertura e encerramento do programa era "Xuxa And Her Friends" (em português, "O Xou da Xuxa Começou"). As músicas foram lançadas apenas em fita cassete, que acompanhavam bonecas da Xuxa.
Há especulações de que, além das 20 músicas performadas, uma adaptação de "Campeão", "Brincar de Índio" ou "Viver" poderia ter sido incluída no álbum. No entanto, não existem provas concretas de que essas músicas realmente tenham sido adaptadas para o inglês, além de relatos de fãs.

## Disponibilidade
No segundo semestre de 1994, a Sony Wonder adquiriu os direitos de vídeo domésticos da série de televisão Xuxa, lançando duas caixas de VHS: "Xuxa Celebration! with Cheech Marin" e "Xuxa Funtastic Birthday", que apresentavam versões de boa qualidade das músicas "Talk To Me", "Xuxa's Dance", "Shining Star" e "Song of Peace".
No entanto, uma versão falsa do CD inédito, com áudios extraídos de antigas fitas VHS e de má qualidade, começou a ser vendida em lojas online. Esses CDs ganharam tanta repercussão que a Xuxa Produções conseguiu proibir a venda deles judicialmente.

## Performances
Muitas das faixas deste álbum foram apresentadas no show de Xuxa e também lançadas em fitas cassete que acompanhavam as bonecas Xuxa produzidas pela RoseArt em 1993. Embora versões não oficiais de baixa qualidade tenham circulado, nenhuma versão oficial do estúdio foi lançada, exceto por "Talk To Me", "Do Say" (adaptada de "Doce Mel"), "Ylarie" e "Whole America", todas liberadas pela Xuxa Produções. No caso de "Ylarie", foi disponibilizado apenas um minuto da versão estúdio em um vídeo comemorativo dos 30 anos do disco Xou da Xuxa 3, além da versão em português que fez sucesso nos anos 80. "Xuxa's Dance" também foi remasterizada por fãs a partir de uma das K7s que acompanhavam as bonecas. A única performance conhecida fora do programa foi a da faixa "Miracle" (Milagre da Vida), cantada durante o Teleton americano de 1993.

## Lista de faixas
| Edição padrão  |                                                |                                                      |                |         |  |
| N.º            | Título                                         | Compositor(es)                                       | Produtor(es)   | Duração |  |
| 1.             | "Xuxa And Her Friends" (O Xou da Xuxa Começou) | Dido de Oliveira                                     | Monique Dayan  | 4:18    |  |
| 2.             | "Shindolele" (Tindolelê)                       | Cid Guerreiro e Dito                                 | Bill Bonk      | 4:05    |  |
| 3.             | "Ylarie" (Ilariê)                              | Cid Guerreiro, Dito e Ceinha                         | Deborah Blando | 5:42    |  |
| 4.             | "Song of Peace" (Nosso Canto de Paz)           | Dido de Oliveira                                     | Monique Dayan  | 4:00    |  |
| 5.             | "Shining Star" (Pinel Por Você)                | Baê, Cid Guerreiro e Dito                            | Deborah Blando | 2:27    |  |
| 6.             | "Xuxa's Dance" (Dança da Xuxa)                 | Prêntice e Ronaldo Monteiro de Souza                 | Monique Dayan  | 3:06    |  |
| 7.             | "Mark An X" (Marquei um X)                     | Sarah P. Benchimol e Fafy Siqueira                   | Mats Roden     | 3:30    |  |
| 8.             | "Talk to Me"                                   | Monique Dayan                                        | Monique Dayan  | 3:40    |  |
| 9.             | "Do Say" (Doce Mel (Bom Estar Com Você))       | Cláudio e Renato Correa                              | Monique Dayan  | 3:08    |  |
| 10.            | "Rainbow" (Arco-Íris)                          | Michael Sullivan, Paulo Massadas, Anna Penido        | Monique Dayan  | 4:37    |  |
| 11.            | "Xuxa's Alphabet" (Abecedário da Xuxa)         | César Costa Filho e Ronaldo Monteiro de Souza        | Mats Roden     | 3:39    |  |
| 12.            | "Xspecial Recipe" (Rexeita da Xuxa)            | Arnaldo e Mônica Freitas                             | Monique Dayan  | 3:11    |  |
| 13.            | "Suzanna!" (A Pulga)                           | Afo Verde e Pablo Durand                             | Mats Roden     | 2:57    |  |
| 14.            | "Froogy Froogy" (Crock Crock)                  | Rubens Alexandre                                     | Mats Roden     | 3:15    |  |
| 15.            | "Celebration" (Hoje é Dia de Folia)            | Nando Cordel                                         | Mats Roden     | 4:19    |  |
| 16.            | "Life is a Party" (A Vida é Uma Festa)         | Michael Sullivan e Paulo Massadas                    | Monique Dayan  | 3:48    |  |
| 17.            | "We Live For Love" (A Tribo do Amor)           | Augusto César e Carlos Colla                         | Mats Roden     | 3:41    |  |
| 18.            | "No Drugs" (Alerta)                            | César Costa Filho, Sérgio Fonseca e Reinaldo Waisman | Mats Roden     | 3:52    |  |
| 19.            | "Whole America" (América Geral)                | Marco Valle, Claudio Rabello e Max Pierre            | Monique Dayan  | 4:24    |  |
| 20.            | "Miracle" (Milagre da Vida)                    | Michael Sullivan e Paulo Massadas                    | Mats Roden     | 4:03    |  |
| 21.            | "Xuxa's Dream" (Lua de Cristal)                | Michael Sullivan e Paulo Massadas                    | Monique Dayan  | 4:20    |  |
| Duração total: | Duração total:                                 | Duração total:                                       | Duração total: | 1:20:02 |  |

## Xuxa's Dance (Fita K7)
| Fita K7        |                                 |                                      |                |         |  |
| N.º            | Título                          | Compositor(es)                       | Produtor(es)   | Duração |  |
| 1.             | "Xuxa's Dance"                  | Prêntice e Ronaldo Monteiro de Souza | Monique Dayan  | 3:06    |  |
| 2.             | "Xuxa's Dance" (Versão Karaokê) | Prêntice e Ronaldo Monteiro de Souza | Monique Dayan  | 3:06    |  |
| Duração total: | Duração total:                  | Duração total:                       | Duração total: | 6:12    |  |